# 善友镇
善友镇，是中华人民共和国吉林省松原市宁江区下辖的一个乡镇级行政单位。

## 行政区划
善友镇下辖以下地区：
巨兴村、善友村、辛家村、新屯村、中官村、十家子村、后官村、林家村、三家子村、团结村和光荣村。